# Soliu
Soliu is een bestuurslaag in het regentschap Kupang van de provincie Oost-Nusa Tenggara, Indonesië. Soliu telt 1264 inwoners (volkstelling 2010).